# Tatyana Ali
Tatyana Ali (ur. 24 stycznia 1979 w Bellmore) – amerykańska aktorka i piosenkarka, najbardziej znana z roli Ashley Banks z sitcomu Bajer z Bel-Air (1990–1996). W latach 2007–2013 grała powtarzającą się rolę Roxanne w telenoweli CBS – Żar młodości.
28 lipca 1998 roku wydała swój debiutancki album Kiss The Sky. Album uzyskał złoty certyfikat w 1999 roku.

## Życie osobiste
Ali urodziła się 24 stycznia 1979 w North Bellmore w Nowym Jorku jako najstarsza córka szeryfa i pielęgniarki. Pochodzi z ludności Dougla (mix panamsko–trynidado–indyjski).
Uzyskała tytuł licencjata ze studiów afro–amerykańskich w 2002 roku na Uniwersytecie Harvarda. W 2008 roku brała udział w kampanii prezydenckiej Baracka Obamy. Kierowała także rejestracją wyborców w kampusach uniwersyteckich.
17 lipca 2016 wyszła za mąż za Vaughn’a Rasberry, adiunkta języka angielskiego na Uniwersytecie Stanforda, którego poznała na internetowym serwisie randkowym eHarmony. Para ma dwóch synów.

## Filmografia
- 1987: Eddie Murphy Raw, jako siostra Eddiego
- 1988: Krokodyl Dundee II, jako Park Girl
- 1997: Kolekcjoner, jako Janell Cross
- 1998: The Clown at Midnight, jako Monica
- 1999: Cukiereczek, jako Brenda
- 2000: Brother, jako Latifa
- 2001: Bracia, jako Cherie Smith
- 2003: Szalony akademik, jako Claire
- 2005: Niebezpieczny przyjaciel, jako Alicia Packer
- 2006: Droga sławy, jako Tina Malichi
- 2008: Hotel California, jako Jessie
- 2009: Matka i dziecko, jako Maria
- 2010: Pete Smalls Is Dead, jako koktajlowa kelnerka
- 2012: W domu najlepiej, jako Marva Johnson
- 2013: Dear Secret Santa, jako Jennifer
- 2014: Locker 13, jako Lucy
- 2015: Niefortunna transakcja, jako Roslyn
- 2015: Listopadowe kłamstwa, jako Leah
- 2016: It Snows All the Time, jako technolog
- 2017: Miłość pod choinką, jako Heather Nash